# دیوید گراسینی
دیوید گراسینی (انگلیسی: Davide Grassini؛ زادهٔ ۴ مهٔ ۲۰۰۰) بازیکن فوتبال است.
از باشگاه‌هایی که در آن بازی کرده‌است می‌توان به باشگاه فوتبال اینتر میلان اشاره کرد.
وی همچنین در تیم‌های ملی فوتبال زیر ۱۵ سال ایتالیا، زیر ۱۶ سال ایتالیا، و زیر ۱۷ سال ایتالیا بازی کرده‌است.